# Mark Coles Smith
Pour les articles homonymes, voir Smith et Mark Smith (homonymie).
Mark Coles Smith, né le 22 février 1987 à Broome (Kimberley), est un acteur australien.

## Filmographie sélective

### Cinéma
- 2010 : Commandos de l'ombre (Beneath Hill 60) de Jeremy Sims : Billy Bacon
- 2013 : Around the Block de Sarah Spillane : Steve Wood
- 2024 : We Bury the Dead de Zak Hilditch : Riley

### Télévision
- 2003 : Ocean Star : Spider
- 2007-2010 : The Circuit : Billy Wallan (8 épisodes)
- 2013 : Hard Rock Medical : Gary Frazier (6 épisodes)
- 2014 : The Gods of Wheat Street de Catriona McKenzie, Wayne Blair et Adrian Wills : Tristan Freeburn
- 2022 : Mystery Road : Jay Swan
- 2023 : The Clearing : Wayne Dhurrkay